# Familia en venta
Familia en venta é uma série de televisão colombiana produzida pela Fox Telecolombia, e exibida na América Latina pelo canal MundoFox (agora MundoMax). É protagonizada pelos atores Roselyn Sánchez e Carlos Espejel.
Uma versão americana da série está sendo preparada pelo canal FOX para ir ao ar nos Estados Unidos.

## Enredo
Após 15 anos de casamento, e doente de uma relação que se transformou em um pesadelo, Pipo e Lili começam um processo de divórcio. Mas seus sonhos de uma nova vida são frustrados quando a crise do mercado imobiliário impedem de vender a casa em que vivem. Não há outra solução a não ser continuar a viver com seus dois filhos, e um avô totalmente louco, enquanto tentam reconstruir as suas vidas como se fossem solteiros novamente.

## Elenco
- Roselyn Sánchez ... Liliana "Lili" de Sabatier
- Carlos Espejel ... Pipo Sabatier
- Angie Cepeda ... Vera
- Christian Meier ... Santiago
- Carmen Aub ... Matilda Sabatier
- Germán Quintero ... Don Simón
- Katia del Pino ... Nicanora "Nikita"
- Cristian David Duque ... Iggy Sabatier
- Samara de Córdova ... Doña Soraya
- Sebastián Rendón ... Ciro
- Juan Camilo Henao ... Jota